# Hillington (Norfolk)
Hillington est une paroisse civile et un village du Norfolk, en Angleterre.